# Begonia baccata
Begonia baccata là một loài thực vật có hoa trong họ Thu hải đường. Loài này được Hook.f. mô tả khoa học đầu tiên năm 1866.

## Hình ảnh

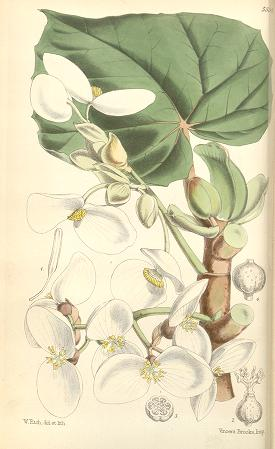